# Ronald
Ronald est un prénom masculin dérivé du prénom germanique Raginwald. Ronnie et Ron sont ses diminutifs.

## Histoire
Les éléments « ragin » et « wald » composant le prénom ancien Raginwald signifient respectivement « conseil » et « gouverner ».

## Variantes
- Rainald
- Raynal
- Raynaldus
- Reinaldo
- Renald
- Renaud
- Renault
- Reynal
- Reynald
- Reynault
- Reynold
- Rinaldi
- Rinaldo
- Ron
- Ronaldo
- Ronie
- Ronnie
- Rony
- Ronny
- Réginald

## Ronald comme nom de personne ou prénom

### Personnalités
- James Ronald (1905-1972), romancier britannique, né à Glasgow, auteur de plusieurs romans policiers et textes fantastiques
- Ronald Reagan, quarantième président des États-Unis d'Amérique
- Ronald Neame, réalisateur, producteur et scénariste britannique
- Ronald D. Moore, scénariste et un producteur de télévision américain
- Ronald France, acteur québécois
- Ronald Koeman, ancien footballeur néerlandais
- Ronald Pognon, athlète français
- Ronald Harwood, auteur, dramaturge et scénariste sud-africain anglophone
- Ronald Yeung, un coureur cycliste hongkongais ;
- Ronald Zubar, footballeur français

### Dans la fiction
- Ronald Weasley est l'un des principaux personnages de la saga Harry Potter

### Autres
- Ronald McDonald est la mascotte de la chaîne de fast-foods McDonald's.